# 行军总管
行军总管，北周到隋唐设置的武官。
魏晋以后有都督某州军事，至北周，改称总管。北周置行军总管，战时临时任命为一路兵马的统帅，统兵出征，事毕即罢。遇重大军事行动，则隶于行军元帅。在重大军事行动中，隶属于行军元帅。
隋朝沿置，开皇十年（590年）江南李棱等举兵反隋，隋文帝以杨素为行军总管，率军征讨。行军总管渐渐过渡为地方军政长官，或掌一道军政，或领数道，又有大总管、总管之分。唐朝初年沿置，用兵则为总管，驻防则为都督。
五代十国又以都总管为最高军事统帅。宋朝更有都总管、副总管、总管等武职。宋英宗以后，有马步军都总管、总管。金朝海陵王完颜亮攻南宋，在诸统制、领军大都督下设置三十二总管。